# Charata

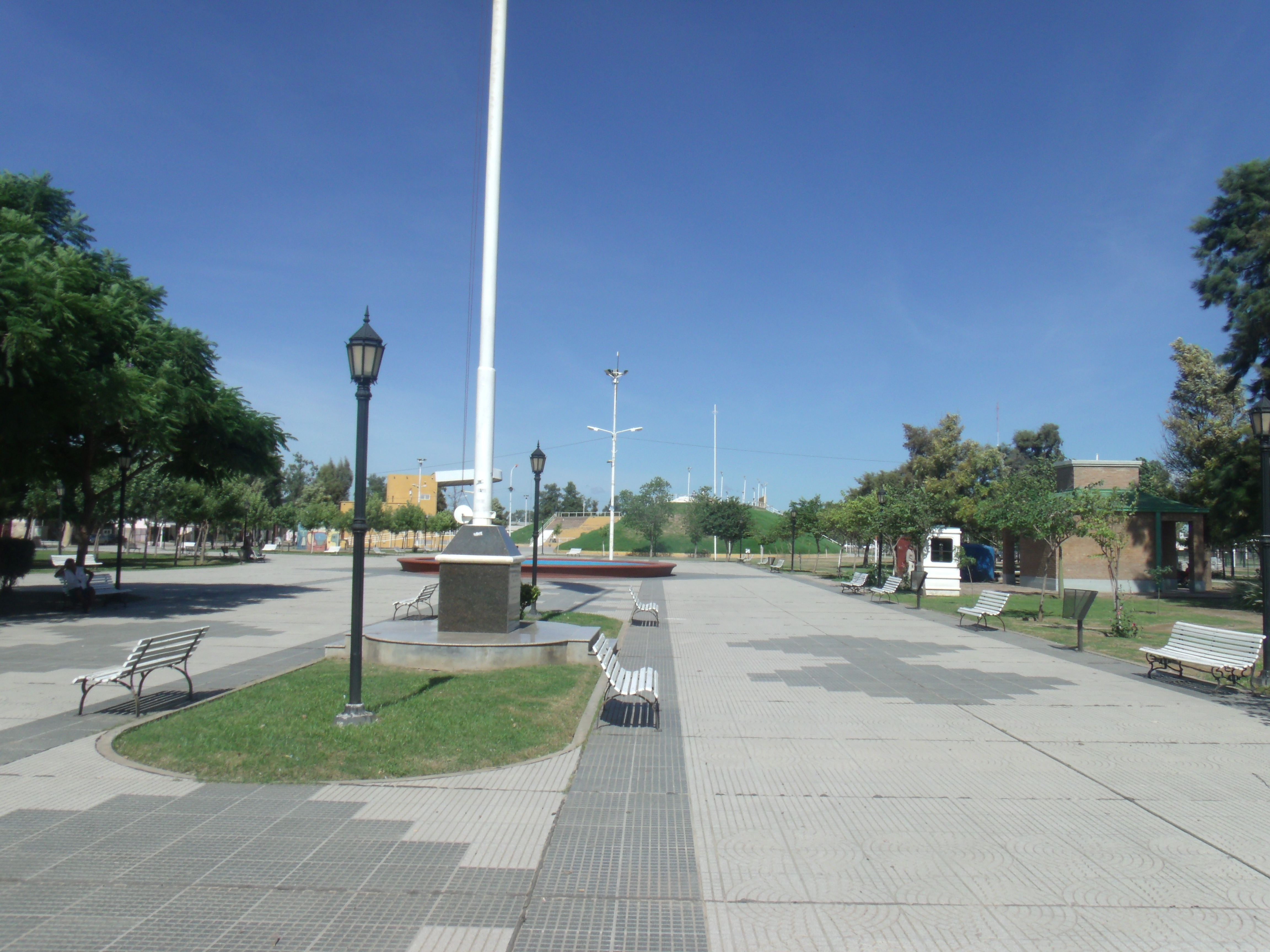
Praça Paseo del Sol

Charata é uma cidade da Argentina, localizada na província de Chaco.